# Tua bin

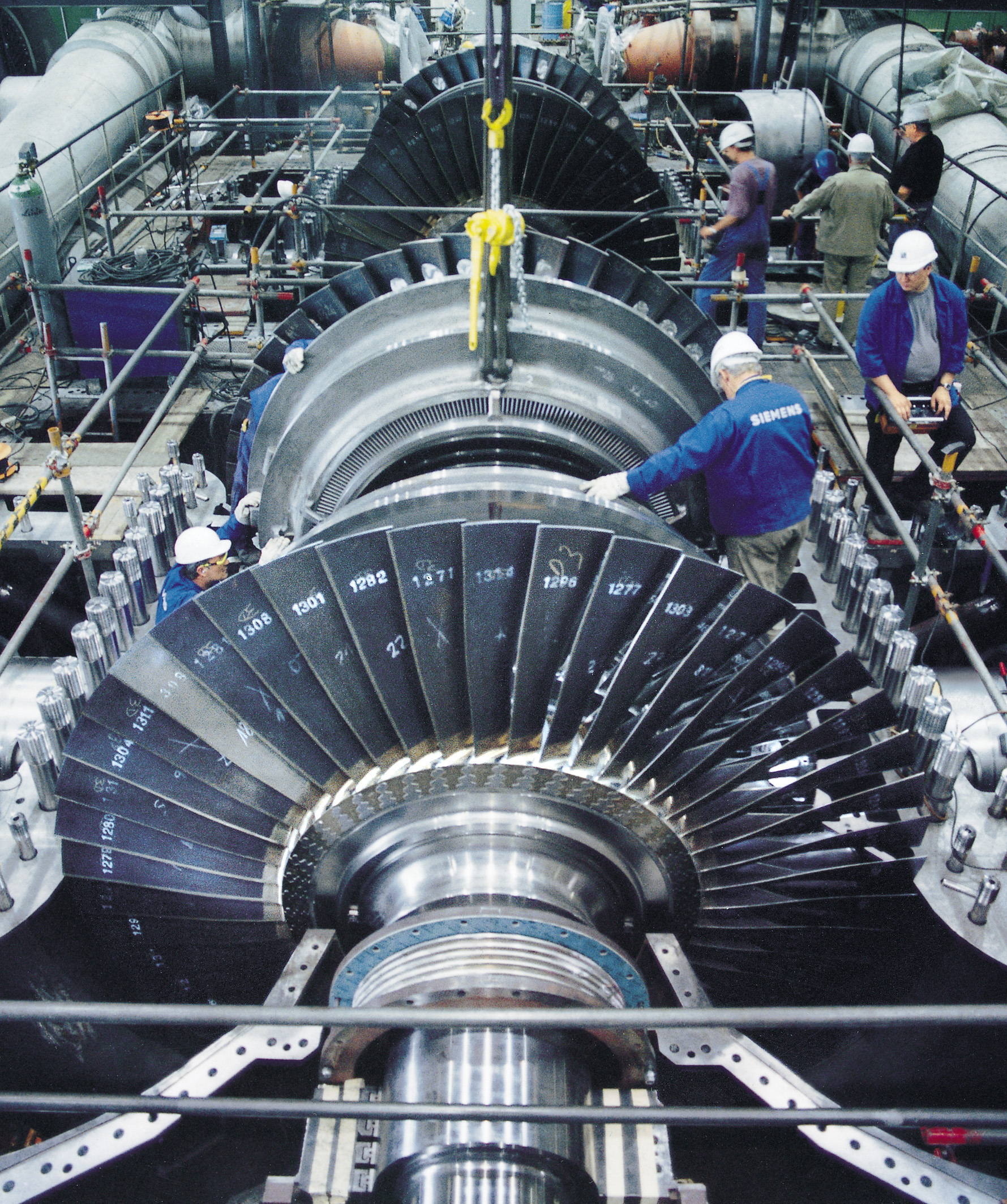
Một tuabin hơi nước với phần vỏ được mở.

Tua bin (Tua bin, Tuốc bin hoặc turbine) là thiết bị cơ khí quay để trích xuất năng lượng từ một dòng chất lỏng (hoặc chất khí) và biến nó thành công hữu ích. Ứng dụng chính của tua bin là để sản xuất điện năng (tua bin quay máy phát điện) với quy mô từ trung bình đến lớn trong các nhà máy điện (nhiệt điện, thủy điện, điện hạt nhân và điện gió), mặc dù hiện nay thì cũng đã có không ít những nhà máy điện sử dụng pin Mặt Trời để sản xuất điện nhưng sản lượng điện và độ ổn định của các nhà máy điện sử dụng pin Mặt Trời kém xa so với các nhà máy điện sử dụng tua bin.
Các động cơ tua bin đơn giản nhất có một bộ phận chuyển động được gọi là cụm rô to (rotor assembly), chúng là trục (shaft) hoặc trống (drum) với các cánh (blades) gắn trên đó. Luồng chất khí (hoặc chất lỏng) chuyển động và tác động lên các cánh tua bin để chúng di chuyển và truyền năng lượng quay cho rô to. Các thiết kế tua bin sớm nhất được sử dụng trong lịch sử nhân loại chính là các cối xay gió và các bánh xe nước. Chúng phục vụ chủ yếu cho lĩnh vực nông nghiệp.
Các tua bin khí, hơi và nước thường có vỏ bọc xung quanh các cánh tua bin để chứa và điều khiển lưu chất chuyển động. Người ta công nhận phát minh về tua bin hơi nước do cả kỹ sư người Anh-Ireland Charles Algernon Parsons (1854-1931) và kỹ sư người Thụy Điển Gustaf de Laval (1845-1913) thực hiện. Charles Parsons đã phát minh ra tua bin phản lực vào năm 1884 và Gustaf de Laval phát minh ra tua bin xung lực (tuabin dòng phun tự do) vào năm 1887 (các lý thuyết về tua bin xung lực đã được de Laval đưa ra trước đó 5 năm, vào năm 1882). Các tua bin hơi nước hiện đại thường sử dụng kết hợp cả hai kiểu tua bin (phản lực và xung lực) trong cùng một khối, thường thay đổi độ của phản lực và xung lực từ gốc cánh tới ngoại vi của nó. Hero xứ Alexandria, một nhà toán học, kỹ sư người Hy Lạp (hoặc ông cũng có thể là người Ai Cập nhưng đã bị Hy Lạp hóa), đã trình diễn nguyên tắc tua bin trên một thiết bị có tên "Aeolipile" vào thế kỷ thứ I sau Công nguyên, và trước đó, Vitruvius, một kỹ sư, kiến trúc sư người La Mã, đã đề cập đến chúng vào khoảng năm 70 trước Công nguyên.
Claude Burdin, một giáo sư, kỹ sư khai thác mỏ người Pháp, đặt ra thuật ngữ turbine, dựa theo từ "τύρβη" (đọc là tyrbē) trong tiếng Hy Lạp có nghĩa là "xoáy", trong một bản ghi nhớ có tên "Des turbines hydrauliques ou machine rotatoires à grande vitesse" mà ông gửi đến cho Viện Hàn lâm Khoa học Pháp vào năm 1822. Benoit Fourneyron, một học trò của Claude Burdin đã chế tạo tua bin nước thực tế đầu tiên.

## Lý thuyết hoạt động
Một chất lưu chuyển động chứa thế năng (áp suất ban đầu) và động năng (vận tốc ban đầu). Chất lưu có thể nén hoặc không nén. Một vài nguyên lý vật lý được áp dụng để tạo:
Tua bin xung lựcCác tua bin kiểu này thay đổi chiều của luồng chất lưu vận tốc lớn hoặc luồng khí phun. Kết quả là xung làm quay tua bin và để lại luồng chất lưu với động năng giảm. Không có thay đổi áp suất của chất lỏng hay khí trong các cánh rô to tua bin (các cánh chuyển động), như trường hợp của tua bin hơi hoặc khí, tất cả áp lực giảm diễn ra tại các cánh tua bin tĩnh (miệng phun).
Trước khi tới được tua bin, áp suất ban đầu của lưu chất bị thay đổi thành động năng ban đầu bằng cách đẩy luồng lưu chất vào một miệng phun. Các bánh xe Pelton và tua bin de Laval chỉ sử dụng quá trình này. Các tua bin xung lực không yêu cầu một khung cửa sổ áp suất xung quanh rô to một khi tia chất lưu phun ra từ miệng phun trước khi đến cánh tua bin trên rô to. Định luật II Newton miêu tả quá trình truyền năng lượng cho tua bin xung lực.
Tua bin phản lựcCác tua bin khai thác mô-men quay do phản lực với áp suất hoặc khối lượng của khí hoặc chất lưu. Áp suất của khí hoặc chất lưu thay đổi khi nó đi qua các cánh rô to tua bin. Một khung cửa sổ áp suất là cần thiết để chứa chất lưu chuyển động khi nó tác động trong các tầng tua bin hoặc tua bin phải hoàn toàn nhúng chìm trong dòng chất lưu (như với các tua bin gió). Vỏ bọc chứa và định hướng chất lưu làm việc và đối với tua bin nước là duy trì sức hút do ống hút truyền. Khác với bánh xe Pelton thì tua-bin Francis và các tua bin nước khác lại sử dụng khái niệm này. Đối với các chất lưu nén dạng khí hoặc hơi có nhiệt độ cao, thì người ta chế tạo tua bin có nhiều tầng cánh để khai thác một cách hiệu quả và triệt để nhất khí nở ra. Định luật III Newton miêu tả quá trình truyền năng lượng cho các tua bin phản lực.
Trong trường hợp tua bin hơi, chẳng hạn như sẽ được sử dụng cho các ứng dụng hàng hải hoặc cho các máy phát điện trên đất liền, một tua bin phản lực kiểu Parsons sẽ cần khoảng gấp đôi số lượng hàng cánh tua bin so với một tua bin xung lực kiểu de Laval, đối với cùng một mức độ chuyển đổi năng lượng nhiệt. Trong khi điều này khiến tua bin Parsons dài hơn và nặng hơn, hiệu suất toàn phần của một tua bin phản lực nhỏ hơn so với tua bin xung lực tương đương cho cùng một chuyển đổi nhiệt năng.
Các tua bin hơi, và sau đó là các tua bin khí, phát triển liên tục trong suốt thế kỷ 20, tiếp tục đều làm như vậy và trong thực tế, thiết kế các tua bin hiện đại sẽ sử dụng cả khái niệm phản lực và xung lực để thay đổi mức độ mỗi khi có thể. Các tua bin gió sử dụng các cánh lớn để tạo lực nâng từ chất lưu chuyển động và truyền nó cho rô to (đây là một hình thức phản lực). Tua bin gió cũng có lợi về năng lượng từ xung lực của gió, bằng cách làm lệch cánh ở một góc nhất định. Tua bin Banki được thiết kế như một cỗ máy xung lực, với miệng phun, nhưng trong các ứng dụng đầu thấp duy trì một số hiệu quả thông quan phản lực, giống như bánh xe nước truyền thống. Các tua bin với nhiều tầng có thể sử dụng hoặc bộ cánh phản lực hoặc bộ cánh xung lực ở áp suất cao. Tua bin hơi truyền thống hơn xung lực nhưng tiếp tục tiến theo hướng thiết kế phản lực tương tự như cái sử dụng trong các tua bin khí. Ở áp suất thấp chất lưu trung bình nở ra trong thể tích nhỏ để giảm áp suất. Dưới những điều kiện này (được gọi là tua bin áp suất thấp) bộ cánh tua bin trở thành đúng một thiết kế kiểu phản lực với gốc của cánh chỉ có xung lực. Lý do là bởi ảnh hưởng của tốc độ quay đối với mỗi cánh. Với việc tăng thể tích, chiều cao cánh quạt tăng lên, và gốc của cánh quay với tốc độ chậm hơn so với mũi cánh. Sự thay đổi này bắt buộc người thiết kế phải thay đổi xung lực ở gốc, tới một mũi cánh kiểu phản lực lớn.
Các phương pháp thiết kế tua bin cổ điển được phát triển vào giữa thế kỷ 19. Các phân tích vector liên quan đến dòng chảy chất lưu với hình dạng và việc quay tua bin. Các phương pháp tính toán đồ thị đã được sử dụng lần đầu tiên. Công thức cho các kích thước cơ bản của các bộ phận tua bin được lấy tài liệu cẩn thận và một cỗ máy hiệu quả cao có thể tin cậy được thiết kế cho bất kỳ điều kiện dòng chất lưu nào. Một số tính toán dựa trên thực nghiệm hay công thức 'quy tắc theo kinh nghiệm' (rule of thumb), và những người khác dựa trên cơ học cổ điển. Trong khi với đa số những sự tính toán kỹ thuật, việc đơn giản những giả thiết đã được thực hiện.
Tam giác vận tốc có thể được sử dụng để tính toán hiệu suất cơ bản của một tầng tua bin. Khí ra khỏi cánh dẫn miệng phun tua bin tĩnh ở vận tốc tuyệt đối Va1. Rô to quay tại vận tốc U. Quan hệ với rô to, vận tốc của khí khi nó tác động đến lối vào rô to là Vr1. Khí được quay bởi rô to và đi ra với vận tốc Vr2. Tuy nhiên, trong điều kiện tuyệt đối vận tốc ra rô to là Va2. Tam giác vận tốc được xây dựng bằng cách sử dụng các vector vận tốc khác nhau. Tam giác vận tốc có thể được xây dựng tại bất kỳ phần nào thông qua bộ cánh tua bin (ví dụ: trục, đầu, đoạn giữa...) nhưng thường được chỉ ra ở bán kính tầng giữa. Hiệu suất trung bình cho tầng có thể được tính từ tam giác vận tốc, ở bán kính này, sử dụng phương trình Euler:
{\displaystyle \Delta \;h=u\cdot \Delta \;v_{w}}
Do:
{\displaystyle \left({\frac {\Delta \;h}{T}}\right)=\left({\frac {u}{\sqrt {T}}}\right)\cdot \left({\frac {\Delta \;v_{w}}{\sqrt {T}}}\right)}
Ở đây:
{\displaystyle \Delta \;h=\,} enthalpy riêng rơi qua tầng
{\displaystyle T=\,} tổng nhiệt độ vào tua bin
{\displaystyle u=\,} vận tốc ngoại vi rô to tua bin
{\displaystyle \Delta \;v_{w}=\,} thay đổi trong vận tốc quay

Tam giác vận tốc tiêu biểu cho một tầng tuabin đơn

Tỷ số áp suất tuabin là hàm của {\displaystyle \left({\frac {\Delta \;H}{T}}\right)} và hiệu suất tuabin.
Thiết kế tua bin hiện đại có thêm các tính toán khác. Tính toán động lực học chất lưu sử dụng máy tính giảm được nhiều điều kiện đơn giản hóa được sử dụng trong các công thức cổ điển và phần mềm máy tính tạo điều kiện tối ưu. Những công cụ này đã dẫn đến những cải tiến đều đặn trong thiết kế tua bin trong hơn 40 năm qua.
Việc phân loại số chủ yếu của tua bin là vận tốc riêng. Số này miêu tả tốc độ của tua bin tại hiệu suất cực đại của nó với công suất và tốc độ dòng chảy. Vận tốc riêng không liên quan đến kích thước tua bin. Khi đưa các điều kiện dòng chảy và mong muốn tốc độ trục ra, vận tốc riêng có thể được tính toán và thiết kế tua bin thích hợp sẽ được chọn.
Vận tốc riêng cùng với một số công thức cơ bản có thể được sử dụng để sắp xếp một cách tin cậy về hiệu suất thiết kế hiện tại được biết tới một kích thước mới với hiệu suất tương ứng.
Hiệu suất ngoài thiết kế trình bày thông thường như một bản đồ tua bin hoặc đặc điểm.